# Indigofera semitrijuga
Indigofera semitrijuga là một loài thực vật có hoa trong họ Đậu. Loài này được Forssk. miêu tả khoa học đầu tiên.